# Delta 5000
Delta 5000 – seria amerykańskich rakiet nośnych Delta, będąca połączeniem rozwiązań z rakiet Delta 3000 oraz Delta II. Pomimo iż planowane było wiele wariantów, w kosmos wystrzelona została tylko jedna rakieta tej serii. 

## System oznakowania
- Pierwsza litera (model stopnia głównego i silników pomocniczych)
  - 5: Thor ELT (silnik RS-27), Castor 4A
- Druga litera (ilość silników pomocniczych)
  - 9: dziewięć silników
- Trzecia litera (model 2. stopnia)
  - 2: Delta-K (silnik AJ-10-118K)
- Czwarta litera (model 3. stopnia)
  - 0: brak stopnia 3.

## Starty
1. 18 listopada 1989, 14:34 GMT; konfiguracja 5920; s/n Delta 189; miejsce startu: Vandenberg Air Force Base (SLC-2W), USA
Ładunek: COBE; Uwagi: start udany